# Psychedelický rock
Psychedelický rock je hudební styl, který vznikl v 60. letech 20. století. Je inspirovaný nebo pokoušející se napodobit mysl měnící zážitky z drog jako marihuana, psilocybin, meskalin a hlavně LSD. Existují i jiné formy psychedelické hudby, které měly původ ve stejných kořenech a odklonily se od převažujícího rockového stylu do elektronické hudby. Avšak vnitřní jádro psychedelického rockového stylu, které se dostalo do veřejného povědomí v roce 1967 může být rozeznané podle charakteristických rysů jako jsou modální melodie, ezoterické texty často popisující sny, vize nebo halucinace, dlouhé skladby a dlouhá instrumentální sóla a elektronické efekty jako například zkreslení, umělý dozvuk, zpoždění a/nebo fázová modulace.
Psychedelický rock se stal významným předchůdcem progresivního rocku, který se velké popularitě těšil v polovině 70. let.

## Charakteristiky žánru
Do povědomí veřejnosti se psychedelický rock dostal v letech 1966–67. Byl charakteristický dlouhými skladbami, instrumentálními sóly s proměnlivou melodií, ezoterickými texty, které někdy popisovaly sny, vize a halucinace. Základním znakem nahrávek psychedelické hudby bylo její zpracování do vícestopých nahrávek na kterých se využívaly zvukové efekty, které byly dosud považovány za ruchy elektronické hudby jako je zpětná vazba, různé deformace, zpětné přehrávání, kouskování a ozvěny zvukových sekvencí. Dobrým příkladem využití psychedelických prvků tohoto období je předehra singlu See Emily Play od skupiny Pink Floyd (který později vyšel i na kompilaci Relics).

### Témata skladeb
Hlavním tématem většiny skladeb psychedelického rocku je dětství, nostalgie, smutek za ztracenou nevinností; psychedelická díla jsou silně ovlivněná surrealismem. Příkladem může být skladba Living In A Child's Dream z roku 1967 od australské formace The Masters Apprentices. Dětské hlasy byly použity v mnoha dalších skladbách jako je například dětský dívčí hlas v mluvené předehře ke skladbě Hole In My Shoe od skupiny Traffic.
Název alba The Piper at the Gates of Dawn od skupiny Pink Floyd pochází ze 7. kapitoly Barrettovy oblíbené knihy Kennetha Grahama The Wind in the Willows. Skladba Gnome na tomto albu je částečně inspirovaná knihou J.R.R. Tolkiena Pán prstenů, a je o cestě hobita Froda, který se vydal na cestu za velkým dobrodružstvím.
Texty jiných skladeb tohoto žánru meditují o existenciálních tématech. Vyjadřují kritický postoj k fetišizaci materiálních hodnot západní konzumní kultury. Je to například ve skladbě Within You Without You od George Harrisona.

### Vícestopé nahrávání
Využívání vícestopého nahrávaní bylo významným mezníkem práce v nahrávacích studiích. Ovlivnilo způsob produkování a zvuk celého spektra nahrávek nejen populární hudby následujících let až dodnes. Do poloviny 60. let byla hudební alba nahrávaná rychle a v krátkém čase. Singly se vyráběly naživo a alba se většinou vyráběla po jednotlivých skladbách ze několik hodin. Například první album od The Beatles, Please Please Me (1963) bylo nahrané během jednoho dne, oproti tomu jejich album Sgt. Pepper's Lonely Hearts Club Band bylo nahráváno víc než šest měsíců během 700 produkčních hodin.

### Vizuální prezentace
Psychedelie velmi významně ovlivnila vizuální prezentaci populárních nahrávek, speciálně vzhled obalů hudebních alb. Do roku 1967 bylo zažité pravidlo, že přední strana obalu má obsahovat název umělce, alba a jednoduchý portrét. Zadní strana alba byla čistě textová se seznamem skladeb a několika větami o tvůrcích.
V červnu 1967 vydáním už zmíněného alba Sgt. Pepper's Lonely Hearts Club Band od skupiny The Beatles se tento úzus změnil. Beatles spolu se spolupracovníky, kterými byli Robert Fraser (umělecký vedoucí), Peter Blake (grafik) a fotograf Michael Cooper, vytvořili obal, který nadlouho změnil způsob prezentace děl populární hudby. Byl to jeden z prvních pokusů o výtvarné sladění obsahu alba s jeho obalem.

## Nejznámější představitelé
- The Doors
- Pink Floyd
- The Beatles
- Tame Impala